# Kleingebiet Törökszentmiklós
Das Kleingebiet Törökszentmiklós (ungarisch Törökszentmiklósi kistérség) war bis Ende 2012 eine ungarische Verwaltungseinheit (LAU 1) im Zentrum des Komitat Jász-Nagykun-Szolnok in der Nördlichen Großen Tiefebene. Anfang 2013 wurden im Zuge der Verwaltungsreform 8 Ortschaften in den nachfolgenden Kreis Törökszentmiklós (ungarisch Törökszentmiklósi járás) übernommen, die Ortschaft Tiszabő (2.095 Ew.) fand Aufnahme in den neugeschaffenen Kreis Kunhegyes (ungarisch Kunhegyesi járás).
Ende 2012 lebten auf einer Fläche von 499,58 km² 38.837 Einwohner. Die Bevölkerungsdichte des kleinsten Kleingebietes lag mit 78 Einwohnern/km² über der des Komitats.
Der Verwaltungssitz befand sich in der einzigen Stadt Törökszentmiklós (21.098 Ew.). Die einzige Großgemeinde (ungarisch nagyközség) Fegyvernek (6.558) war die zweitgrößte Ortschaft im Kleingebiet. Diese und die übrigen 6 Gemeinden (ungarisch község) hatten eine durchschnittliche Einwohnerzahl von 2.534 Einwohnern (auf je 44,92 km² Fläche). 

## Ortschaften
| Fegyvernek   | Kengyel    | Kuncsorba        | Örményes | Tiszabő |
| Tiszapüspöki | Tiszatenyő | Törökszentmiklós |          |         |

Die Ortschaft Szajol gehörte bis 2007 auch zum Kleingebiet Törökszentmiklós, wurde dann jedoch dem Kleingebiet Szolnok zugeordnet.